# Asger Aaboe

Asger Aaboe

Asger Hartvig Aaboe (26 tháng 4 năm 1922 - 19 tháng 1 năm 2007) là một nhà sử học khoa học và nhà toán học, người được biết đến với những đóng góp của ông cho lịch sử thiên văn học Babylon cổ đại. Trong nghiên cứu của mình về thiên văn học Babylon, ông đã vượt ra ngoài các phân tích về mặt toán học hiện đại để tìm hiểu cách người Babylon hình thành các sơ đồ tính toán của họ.
Aaboe học toán học và thiên văn học tại Đại học Copenhagen, và năm 1957 lấy bằng Tiến sĩ Lịch sử Khoa học tại Đại học Brown, nơi ông theo học Otto Neugebauer, viết luận án "On Babylonian Planetary Theories". Năm 1961, ông gia nhập Khoa Lịch sử Khoa học và Y học tại Đại học Yale, làm chủ nhiệm từ năm 1968 đến năm 1971, và tiếp tục sự nghiệp tích cực ở đó cho đến khi nghỉ hưu vào năm 1992. Tại Yale, các sinh viên tiến sĩ của ông bao gồm Alice Slotsky và Noel Swerdlow.
Ông được bầu vào Viện Hàn lâm Khoa học và Văn thư Hoàng gia Đan Mạch năm 1975, từng là chủ tịch của Học viện Khoa học và Nghệ thuật Connecticut từ năm 1970 đến 1980, và là thành viên của nhiều hội bác học khác.
Aaboe kết hôn với Joan Armstrong vào ngày 14 tháng 7 năm 1950. Cuộc hôn nhân này sinh ra 4 người con: Kirsten Aaboe, Erik Harris Aaboe, Anne Aaboe, Niels Peter Aaboe.

## Ấn phẩm chọn lọc
- Episodes from the Early History of Mathematics, New York: Random House, 1964.
- "Scientific Astronomy in Antiquity", Philosophical Transactions of the Royal Society of London, A.276, (1974: 21–42).
- "Mesopotamian Mathematics, Astronomy, and Astrology", The Cambridge Ancient History (2nd. ed.), Vol. III, part 2, chap. 28b, Cambridge: Cambridge University Press, 1991, ISBN 978-0-521-22717-9
- Episodes from the Early History of Astronomy, New York: Springer, 2001, ISBN 0-387-95136-9.